# Jérémy Cornu
Jérémy Cornu, né le 7 août 1991 à Lisieux, est un coureur cycliste français.

## Biographie
Le 15 septembre 2015, il est annoncé que Jérémy Cornu et ses coéquipiers Romain Cardis, Lilian Calmejane et Fabien Grellier, deviennent professionnel dans l'équipe Direct Énergie, ex-Europcar. Il commence sa carrière professionnelle sur le Grand Prix d’ouverture La Marseillaise (81e). Fin avril, il dispute Liège-Bastogne-Liège, sa première épreuve WorldTour.
Pour sa deuxième saison au sein du peloton professionnel, il se distingue le 15 avril sur le Tour du Finistère (10e) avant de décrocher son premier bouquet chez les professionnels grâce à une victoire d'étape obtenue sur le Rhône-Alpes Isère Tour.

## Palmarès

### Palmarès sur route

#### Par année
- 2011
  - 2e du Grand Prix de Plouay amateurs
  - 2e du Tour de Seine-Maritime
- 2013
  - Manche-Atlantique
- 2014
  - La Suisse Vendéenne
  - 3e étape du Tour d'Eure-et-Loir (contre-la-montre par équipes)
  - 1re étape du Tour Nivernais Morvan (contre-la-montre par équipes)
  - 2e du Tour d'Eure-et-Loir
  - 2e de Jard-Les Herbiers
  - 3e du Tour du Pays du Roumois
  - 3e de l'Étoile d'or
- 2015
  - 2e étape de l'Essor breton (contre-la-montre par équipes)
  - Grand Prix Lorient Agglomération
  - Tour de Seine-Maritime :
    - Classement général
    - 2e étape (contre-la-montre par équipes)
- 2017
  - 1re étape du Rhône-Alpes Isère Tour
- 2018
  - 3e étape du Circuit des Ardennes international
  - 3e du Circuit des Ardennes international
- 2019
  - Grand Prix de la Chapelle-sur-Erdre

#### Classements mondiaux
| Année                                 | 2014  | 2015 | 2016  | 2017  | 2018 |
| ------------------------------------- | ----- | ---- | ----- | ----- | ---- |
| Classement mondial                    |       |      | 2775e | 1307e | 933e |
| UCI Europe Tour                       | 1101e | 533e | 1856e | 855e  | 568e |
|                                       |       |      |       |       |      |
| Légende : nc = non classéSource : UCI |       |      |       |       |      |

### Palmarès en cyclo-cross
- 2007-2008
  - Champion de Normandie de cyclo-cross juniors
- 2008-2009
  - Champion de Normandie de cyclo-cross juniors
- 2009-2010
  - Champion de Vendée de cyclo-cross espoirs